# Matteo Bianchetti
Matteo Bianchetti (Como, 17 marzo 1993) è un calciatore italiano, difensore e capitano della Cremonese.

## Caratteristiche tecniche
Difensore centrale roccioso dotato di un ottimo fisico e abile nel gioco aereo. Non eccelle in quanto a velocità ma grazie al senso della posizione ed al tempismo riesce comunque a cavarsela anche con avversari rapidi e sguscianti, può inoltre giocare all'occorrenza come terzino destro.

## Carriera

### Club

#### Gli inizi
Cresciuto a Como nelle giovanili del Libertas San Bartolomeo e dell'Accademia Calcio Como e dal 2005 a Milano in quelle del Corsico fino al 2007, anno del suo passaggio all'Inter.
Nell'agosto 2010 passa in prestito per una stagione al Varese, che lo inserisce nella rosa della formazione Primavera. 
Tornato all'Inter, da capitano della formazione Primavera nerazzurra, vince nella stagione 2011-2012 sia la NextGen Series sia il Campionato. In questa stagione viene aggregato talvolta anche alla prima squadra, mentre nell'annata successiva viene convocato con più frequenza dal mister Andrea Stramaccioni che lo aveva già allenato nelle giovanili, non riuscendo comunque ad esordire ufficialmente.

#### Hellas Verona e i prestiti
Il 23 gennaio 2013 passa in prestito al Verona in Serie B per consentirgli di fare maggiore esperienza, con cui esordisce tre giorni dopo nella partita Spezia-Verona (0-1). Con i gialloblu conquista la promozione in Serie A alla fine della stagione 2012-2013 e colleziona 7 presenze totali. Nel luglio 2013 la società scaligera riscatta la comproprietà del giocatore per 1,6 milioni di euro.
Debutta in Serie A il 15 settembre 2013, a 20 anni, nella partita Verona-Sassuolo (2-0), subentrando al 23' a Domenico Maietta. Gioca solamente 3 partite in 6 mesi prima che il 7 gennaio 2014 venga ufficializzato il suo passaggio in prestito allo Spezia in Serie B fino al termine della stagione. Con gli aquilotti gioca 9 gare, saltando 10 turni di campionato per infortunio.
Nel giugno 2014 Inter e Verona decidono di rinnovare la comproprietà.
L'8 agosto 2014 viene ufficializzato il suo nuovo passaggio in prestito, questa volta all'Empoli in Serie A. In Toscana gioca solamente 3 gare, di cui 2 in Coppa Italia, prima che il 29 gennaio 2015 l'Hellas Verona decida di cederlo nuovamente in prestito allo Spezia in B. In Liguria riesce a giocare con più continuità disputando 12 gare di campionato più una partita dei preliminari dei play-off promozione persi contro l'Avellino.

#### Ritorno all'Hellas Verona
Il 25 giugno 2015 viene riscattato interamente dall'Inter ma dal 1º luglio diventa nuovamente un giocatore del Verona per 1 milione di euro. Nella stagione 2015-2016 riesce a trovare più spazio nelle file scaligere e il 17 aprile 2016 realizza la sua prima rete da professionista nella sconfitta per 2-1 contro il Frosinone. Totalizza 23 presenze in campionato, ma la stagione si chiude con l'ultimo posto in classifica del Verona che retrocede in Serie B.

#### Cremonese
Rimasto svincolato, il 17 agosto 2019 viene ingaggiato a parametro zero dalla Cremonese.
Esordisce un mese più tardi nella sfida esterna di Serie B contro il Pisa persa 4-1. Segna la sua prima rete il 17 giugno nella prima partita giocata del campionato cadetto dopo la sospensione a causa del COVID-19, nella vittoriosa trasferta di Ascoli terminata 3-1 segnando la rete del momentaneo 3-0.
All’esordio in Serie A contro la Fiorentina sigla il suo primo gol nella massima categoria, risultato peraltro inutile visto il 3-2 finale per i viola.

### Nazionale
Il 14 febbraio 2011 veste per la prima volta la maglia dell'Italia Under-18 nella partita vinta 2-0 contro la Norvegia. Il 25 agosto seguente esordisce invece in Under-19 nella vittoria 2-1 contro la Russia. Il 12 settembre 2012 veste la fascia di capitano dell'Under-20 che batte 2-0 la Svizzera.
Debutta in Nazionale Under-21 il 6 febbraio 2013, con il tecnico Devis Mangia, nella gara amichevole vinta 1-0 contro la Germania. Diventa subito titolare al centro della difesa al fianco di Caldirola e partecipa all'Europeo Under-21 2013 in cui l'Italia conquista il secondo posto, perdendo la finale 4-2 contro la Spagna.
Nel biennio successivo, sotto la guida del nuovo ct Luigi Di Biagio, diventa capitano della Nazionale Under-21. Indossa per la prima volta la fascia il 14 agosto 2013 nella partita amichevole Slovacchia-Italia (1-4). Nel giugno 2015 prende parte nuovamente all'Europeo Under-21 nel quale l'Italia viene eliminata ai gironi. In questa edizione viene tuttavia impiegato unicamente nella prima partita, persa 2-1 contro la Svezia, venendo sostituito da Romagnoli nelle partite seguenti.

## Statistiche

### Presenze e reti nei club
Statistiche aggiornate al 16 agosto 2025.
| Stagione             | Squadra              | Campionato           | Campionato | Campionato | Coppe nazionali | Coppe nazionali | Coppe nazionali | Coppe continentali | Coppe continentali | Coppe continentali | Altre coppe | Altre coppe | Altre coppe | Totale | Totale |
| Stagione             | Squadra              | Comp                 | Pres       | Reti       | Comp            | Pres            | Reti            | Comp               | Pres               | Reti               | Comp        | Pres        | Reti        | Pres   | Reti   |
| -------------------- | -------------------- | -------------------- | ---------- | ---------- | --------------- | --------------- | --------------- | ------------------ | ------------------ | ------------------ | ----------- | ----------- | ----------- | ------ | ------ |
| 2012-gen. 2013       | Inter                | A                    | 0          | 0          | CI              | 0               | 0               | UEL                | 0                  | 0                  | -           | -           | -           | 0      | 0      |
| gen.-giu. 2013       | Verona               | B                    | 7          | 0          | CI              | 0               | 0               | -                  | -                  | -                  | -           | -           | -           | 7      | 0      |
| 2013-gen. 2014       | Verona               | A                    | 3          | 0          | CI              | 0               | 0               | -                  | -                  | -                  | -           | -           | -           | 3      | 0      |
| gen.-giu. 2014       | Spezia               | B                    | 9          | 0          | CI              | 1               | 0               | -                  | -                  | -                  | -           | -           | -           | 10     | 0      |
| 2014-gen. 2015       | Empoli               | A                    | 1          | 0          | CI              | 2               | 0               | -                  | -                  | -                  | -           | -           | -           | 3      | 0      |
| gen.-giu. 2015       | Spezia               | B                    | 12+1       | 0          | CI              | 0               | 0               | -                  | -                  | -                  | -           | -           | -           | 13     | 0      |
| Totale Spezia        | Totale Spezia        | Totale Spezia        | 21+1       | 0          |                 | 1               | 0               |                    | -                  | -                  |             | -           | -           | 23     | 0      |
| 2015-2016            | Verona               | A                    | 23         | 1          | CI              | 2               | 0               | -                  | -                  | -                  | -           | -           | -           | 25     | 1      |
| 2016-2017            | Verona               | B                    | 34         | 0          | CI              | 3               | 0               | -                  | -                  | -                  | -           | -           | -           | 37     | 0      |
| 2017-2018            | Verona               | A                    | 2          | 0          | CI              | 0               | 0               | -                  | -                  | -                  | -           | -           | -           | 2      | 0      |
| 2018-2019            | Verona               | B                    | 18+2       | 1          | CI              | 0               | 0               | -                  | -                  | -                  | -           | -           | -           | 20     | 1      |
| Totale Hellas Verona | Totale Hellas Verona | Totale Hellas Verona | 87+2       | 2          |                 | 5               | 0               |                    | -                  | -                  |             | -           | -           | 94     | 2      |
| 2019-2020            | Cremonese            | B                    | 34         | 1          | CI              | 2               | 0               | -                  | -                  | -                  | -           | -           | -           | 36     | 1      |
| 2020-2021            | Cremonese            | B                    | 35         | 0          | CI              | 1               | 0               | -                  | -                  | -                  | -           | -           | -           | 36     | 0      |
| 2021-2022            | Cremonese            | B                    | 27         | 0          | CI              | 0               | 0               | -                  | -                  | -                  | -           | -           | -           | 27     | 0      |
| 2022-2023            | Cremonese            | A                    | 25         | 1          | CI              | 4               | 0               | -                  | -                  | -                  | -           | -           | -           | 29     | 1      |
| 2023-2024            | Cremonese            | B                    | 33+4       | 2          | CI              | 2               | 0               | -                  | -                  | -                  | -           | -           | -           | 39     | 2      |
| 2024-2025            | Cremonese            | B                    | 19         | 0          | CI              | 1               | 0               | -                  | -                  | -                  | -           | -           | -           | 20     | 0      |
| 2025-2026            | Cremonese            | A                    | 0          | 0          | CI              | 1               | 0               | -                  | -                  | -                  | -           | -           | -           | 1      | 0      |
| Totale Cremonese     | Totale Cremonese     | Totale Cremonese     | 173+4      | 4          |                 | 11              | 0               |                    | -                  | -                  |             | -           | -           | 188    | 4      |
| Totale carriera      | Totale carriera      | Totale carriera      | 282+7      | 6          |                 | 19              | 0               |                    | 0                  | 0                  |             | -           | -           | 308    | 6      |

### Cronologia presenze e reti in nazionale
| Cronologia completa delle presenze e delle reti in nazionale ― Italia under 21 | Cronologia completa delle presenze e delle reti in nazionale ― Italia under 21 | Cronologia completa delle presenze e delle reti in nazionale ― Italia under 21 | Cronologia completa delle presenze e delle reti in nazionale ― Italia under 21 | Cronologia completa delle presenze e delle reti in nazionale ― Italia under 21 | Cronologia completa delle presenze e delle reti in nazionale ― Italia under 21 | Cronologia completa delle presenze e delle reti in nazionale ― Italia under 21 | Cronologia completa delle presenze e delle reti in nazionale ― Italia under 21 |
| Data                                                                           | Città                                                                          | In casa                                                                        | Risultato                                                                      | Ospiti                                                                         | Competizione                                                                   | Reti                                                                           | Note                                                                           |
| ------------------------------------------------------------------------------ | ------------------------------------------------------------------------------ | ------------------------------------------------------------------------------ | ------------------------------------------------------------------------------ | ------------------------------------------------------------------------------ | ------------------------------------------------------------------------------ | ------------------------------------------------------------------------------ | ------------------------------------------------------------------------------ |
| 6-2-2013                                                                       | Andria                                                                         | Italia under 21                                                                | 1 – 0                                                                          | Germania under 21                                                              | Amichevole                                                                     | -                                                                              | 81’                                                                            |
| 22-3-2013                                                                      | Cittadella                                                                     | Italia under 21                                                                | 2 – 0                                                                          | Russia under 21                                                                | Amichevole                                                                     | -                                                                              | 79’                                                                            |
| 25-3-2013                                                                      | Bassano del Grappa                                                             | Italia under 21                                                                | 1 – 0                                                                          | Ucraina under 21                                                               | Amichevole                                                                     | -                                                                              | 87’                                                                            |
| 5-6-2013                                                                       | Tel Aviv                                                                       | Inghilterra under 21                                                           | 0 – 1                                                                          | Italia under 21                                                                | Europeo Under-21 2013 - 1º turno                                               | -                                                                              |                                                                                |
| 8-6-2013                                                                       | Tel Aviv                                                                       | Italia under 21                                                                | 4 – 0                                                                          | Israele under 21                                                               | Europeo Under-21 2013 - 1º turno                                               | -                                                                              |                                                                                |
| 15-6-2013                                                                      | Petah Tiqwa                                                                    | Italia under 21                                                                | 1 – 0                                                                          | Paesi Bassi under 21                                                           | Europeo Under-21 2013 - Semifinale                                             | -                                                                              |                                                                                |
| 18-6-2013                                                                      | Gerusalemme                                                                    | Italia under 21                                                                | 2 – 4                                                                          | Spagna under 21                                                                | Europeo Under-21 2013 - Finale                                                 | -                                                                              |                                                                                |
| 14-8-2013                                                                      | Senec                                                                          | Slovacchia under 21                                                            | 1 – 4                                                                          | Italia under 21                                                                | Amichevole                                                                     | -                                                                              | cap. 46’                                                                       |
| 5-9-2013                                                                       | Rieti                                                                          | Italia under 21                                                                | 1 – 3                                                                          | Belgio under 21                                                                | Qual. Europeo Under-21 2015                                                    | -                                                                              | cap.                                                                           |
| 9-9-2013                                                                       | Nicosia                                                                        | Cipro under 21                                                                 | 0 – 2                                                                          | Italia under 21                                                                | Qual. Europeo Under-21 2015                                                    | -                                                                              | cap.                                                                           |
| 14-10-2013                                                                     | Genk                                                                           | Belgio under 21                                                                | 0 – 1                                                                          | Italia under 21                                                                | Qual. Europeo Under-21 2015                                                    | -                                                                              | cap.                                                                           |
| 14-11-2013                                                                     | Reggio Emilia                                                                  | Italia under 21                                                                | 3 – 0                                                                          | Irlanda del Nord under 21                                                      | Qual. Europeo Under-21 2015                                                    | -                                                                              | cap.                                                                           |
| 19-11-2013                                                                     | Gornji Milanovac                                                               | Serbia under 21                                                                | 1 – 0                                                                          | Italia under 21                                                                | Qual. Europeo Under-21 2015                                                    | -                                                                              | cap.                                                                           |
| 13-8-2014                                                                      | Ploiești                                                                       | Romania under 21                                                               | 2 – 1                                                                          | Italia under 21                                                                | Amichevole                                                                     | -                                                                              | cap. 46’                                                                       |
| 5-9-2014                                                                       | Pescara                                                                        | Italia under 21                                                                | 3 – 2                                                                          | Serbia under 21                                                                | Qual. Europeo Under-21 2015                                                    | -                                                                              | cap.                                                                           |
| 9-9-2014                                                                       | Castel di Sangro                                                               | Italia under 21                                                                | 7 – 1                                                                          | Cipro under 21                                                                 | Qual. Europeo Under-21 2015                                                    | -                                                                              | cap.                                                                           |
| 10-10-2014                                                                     | Zlaté Moravce                                                                  | Slovacchia under 21                                                            | 1 – 1                                                                          | Italia under 21                                                                | Qual. Europeo Under-21 2015                                                    | -                                                                              | cap.                                                                           |
| 14-10-2014                                                                     | Reggio Emilia                                                                  | Italia under 21                                                                | 3 – 1                                                                          | Slovacchia under 21                                                            | Qual. Europeo Under-21 2015                                                    | -                                                                              | cap.                                                                           |
| 17-11-2014                                                                     | Matera                                                                         | Italia under 21                                                                | 0 – 1                                                                          | Danimarca under 21                                                             | Amichevole                                                                     | -                                                                              | cap.                                                                           |
| 27-3-2015                                                                      | Paderborn                                                                      | Germania under 21                                                              | 2 – 2                                                                          | Italia under 21                                                                | Amichevole                                                                     | -                                                                              | cap.                                                                           |
| 18-6-2015                                                                      | Olomouc                                                                        | Italia under 21                                                                | 1 – 2                                                                          | Svezia under 21                                                                | Europeo Under-21 2015 - 1º turno                                               | -                                                                              | cap.                                                                           |
| Totale                                                                         |                                                                                | Presenze                                                                       | 21                                                                             |                                                                                | Reti                                                                           | 0                                                                              |                                                                                |

## Palmarès

### Club

#### Competizioni giovanili
- NextGen Series: 1

Inter: 2011-2012
- Campionato Primavera: 1

Inter: 2011-2012